# Kotwica (czasopismo)
Kotwica – czasopismo (dwumiesięcznik) wydawany przez wspólnotę Cichych Pracowników Krzyża z Głogowa, ukazujące się od 1993 roku. Jego włoski odpowiednik stanowi miesięcznik CVS pod tytułem "L'Ancora". Czasopismo adresowane jest przede wszystkim do osób chorych, niepełnosprawnych, ich opiekunów, terapeutów i lekarzy.

## Historia
- Początkami "Kotwicy" w języku polskim były 4-8 stronicowe dodatki, które dołączano do włoskiej edycji "L’Ancora".
- W 1993 roku polska "Kotwica" zaczęła ukazywać się jako odrębne czasopismo, drukowane w Wydawnictwie Archidiecezji Szczecińskiej. Do 1997 roku nosiło ono nazwę "Kotwica nadziei".
- Od 2000 roku czasopismo współtworzy i przygotowuje do druku wydawnictwo Edytor z Legnicy. Od 2002 roku "Kotwica" ukazywała się regularnie jako kwartalnik. Począwszy od nru 1 (35) 2008 czasopismo jest dwumiesięcznikiem.
- Czasopismo jest dostępne nieodpłatnie, dzięki wsparciu udzielonemu przez Państwowy Fundusz Rehabilitacji Osób Niepełnosprawnych (dofinansowanie w ramach programów Partner 2006 i Partner III).

## Adresaci
Czasopismo skierowane do świata chorych i niepełnosprawnych, ich opiekunów, terapeutów i lekarzy. Jego celem jest ukazanie człowieka chorego i niepełnosprawnego jako czynnego uczestnika życia społecznego i religijnego oraz pomoc w rozumieniu tajemnicy cierpienia. Pismo ma charakter głównie ewangelizacyjny. Celem jest również ukazywanie inicjatyw prowadzonych przez diecezjalne "Centra Ochotników Cierpienia" oraz pobudzanie do tego, by osoba niepełnosprawna była nie tylko biernym odbiorcą, ale współtwórcą dzieł apostolskich. Obok artykułów specjalistycznych zawiera ważne świadectwa osób doświadczonych cierpieniem oraz tych wszystkich, którzy tworzą "Centrum Ochotników Cierpienia". Pismo stara się zawsze na bieżąco prezentować najważniejsze przesłania papieskie oraz słowa kierowane do chorych przez biskupów. 
Zawiera następujące działy tematyczne: "Słowo wstępne moderatora CVS", "Trwałe przewodnictwo" – materiały formacyjne założyciela ruchu ks. Luigi Novarese, "My CVS" – wydarzenia Centrum Ochotników Cierpienia w Polsce i na świecie. Ponadto: świadectwa, orędzia papieskie na Światowy Dzień Chorego, artykuły przełożonych gałęzi włoskiej "Cichych Pracowników Krzyża", prezentacje twórczości osób chorych i niepełnosprawnych, lektur wartych przeczytania, rozważania z zakresu teologii duchowości skierowane do człowieka cierpiącego, wywiady, inne artykuły tematyczne. Każdy numer pisma jest poświęcony określonemu tematowi przewodniemu.

## Kolegium redakcyjne
- Redaktorem naczelnym czasopisma jest ks. Janusz Malski – moderator krajowy "Cichych Pracowników Krzyża".
- Pierwszym redaktorem wydawniczym była siostra Maria Teresa Neato (1993–2003). Obecnie funkcję tę pełni Izabela Rutkowska – absolwentka filologii polskiej Uniwersytetu Wrocławskiego i członek Koła Współpracowników Komisji Języka Religijnego Polskiej Akademii Nauk.
- W skład głównego zespołu redakcyjnego wchodzą min.: dr Mieczysław Guzewicz, dr biblistyki, członek Rady Episkopatu ds. Rodziny, znany rekolekcjonista i autor opracowań na temat cierpienia w Biblii i rodziny, a także siostry ze wspólnoty "Cichych Pracowników Krzyża": s. Ewa Figura i  s. Nella Gołąb.

## Inne publikacje
W serii "Biblioteka Kotwicy" ukazały się:
- F. Moscone, "Siewcy nadziei" (Głogów 2003), ISBN 83-918374-7-5
- A. Aufiero, red. J. Malski, "Powołanie cierpiącego w Kościele. Duchowa i apostolska droga osoby cierpiącej" (Głogów)
- M. Guzewicz, red. J. Malski, "Przypatrzmy się powołaniu naszemu. Rozważania rekolekcyjne na temat powołania" (Głogów)
- M. Guzewicz, "Postawy wobec cierpienia w Biblii", seria: Od Abrahama do Maryi (Poznań 2005), ISBN 978-83-7015-788-3
- M. Guzewicz, J. Malski (red.), "Kiedy cierpienie staje się łaską. Rozważania w oparciu o Pierwszy List św. Piotra" (Głogów 2006), ISBN 83-88214-90-X
- A. Aufiero, tłum. I. Rutkowska, "Nadzieja w słabości. Misja, która rodzi się u stóp Krzyża" (Głogów 2007), ISBN 978-83-88214-82-0